# Pro Loco
Pro loco (lat. für den Ort) wird eine flächendeckend in Italien wirkende Verbandsinitiative genannt, die sich die Pflege lokaler Traditionen der jeweils eigenen Gemeinde zum Ziel gesetzt hat. In der Regel geht es um die Förderung der lokalen Gastronomie auf der Grundlage landestypischer Produkte sowie des Kunsthandwerks, die Organisation von Theaterspielen und Musikveranstaltungen auf der Grundlage der individuellen Regionalgeschichte sowie die Ausrichtung von Festen gemäß der örtlichen Tradition, beispielsweise der Sagra oder des Palio, von Patronatsfesten, Erntedankfesten, Krippenausstellungen und Weihnachtsmärkten. Pro Loco hat auf diese Weise zahlreiche Traditionen revitalisiert, die in der Vergangenheit gepflegt wurden, vor Ort jedoch in der Gegenwart in Vergessenheit geraten waren. Die erste Pro-Loco-Gruppe wurde 1881 in Pieve Tesino gegründet.

## Organisation
Es existieren ca. 6000 Einzelinitiativen, die unter der Dachorganisation UNPLI (Unione Nazionale delle Pro Loco d'Italia) zusammengefasst sind. Es gibt Pro Loco überall in Italien, insbesondere aber in kleineren Städten und Gemeinden, die im Umkreis der touristischen Hauptattraktionen der Gefahr der Vernachlässigung ausgesetzt sind, beispielsweise im Veneto im Schatten von Venedig, in der südlichen Toskana im Schatten von Florenz oder in Latium im Schatten der Landeshauptstadt Rom. 
Im Unterschied zu den offiziellen italienischen Organisationen zur Förderung des Tourismus handelt es sich hier um eine Graswurzelbewegung, die in der Regel auf Initiative der jeweiligen lokalen Bevölkerung zustande gekommen ist. Sie finanziert sich aus den Beiträgen der Mitglieder.

## Ziele
Es geht in erster Linie um die Aufwertung der jeweils eigenen Gemeinde. Die Organisation gibt in der Regel in der jeweiligen Gemeinde eine Broschüre heraus, in der sie für lokale Restaurants, Handwerksbetriebe, Geschäfte und sonstige Aktivitäten wirbt, die sich in besonderer Weise an die Traditionen der jeweiligen Lokalität halten. In der Kritik steht mitunter die Subjektivität des Auswahlverfahrens insoweit.
Um die Förderung des Tourismus geht es erst in zweiter Linie. Allerdings zieht die Verwirklichung der Ziele für die lokale Bevölkerung in der Regel auch einen größeren Bekanntheitsgrad in der Außenwirkung und damit eine Aufwertung des touristischen Werts der jeweiligen Gemeinde nach sich. Infolgedessen verbessert sich die Infrastruktur, was wiederum der Wirtschaftskraft der jeweiligen Gemeinde zugutekommt.